# 利姆诺斯专区
利姆诺斯专区（希臘語：Περιφερειακή ενότητα Λήμνου），是希腊北愛琴大區的一个专区。首府为米里纳。专区面积为520.9平方公里，2011年人口数量为17,262人。

## 行政
在2011年卡利克拉提斯改革方案中，希腊所有州份被取消。原萊斯沃斯州分为莱斯沃斯专区和利姆诺斯专区。利姆诺斯专区下分为2个市镇（括号内为地图中的数字）：
- 圣埃夫斯特拉蒂奥斯（2）
- 利姆诺斯（1）